# 盗版

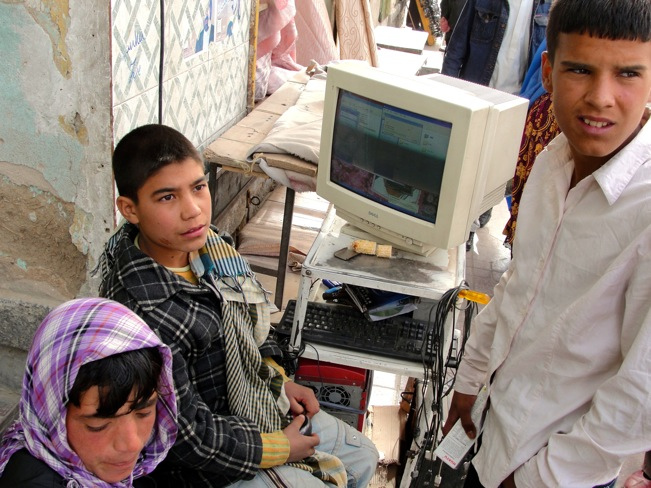
喀布爾街頭盜拷軟體的小站

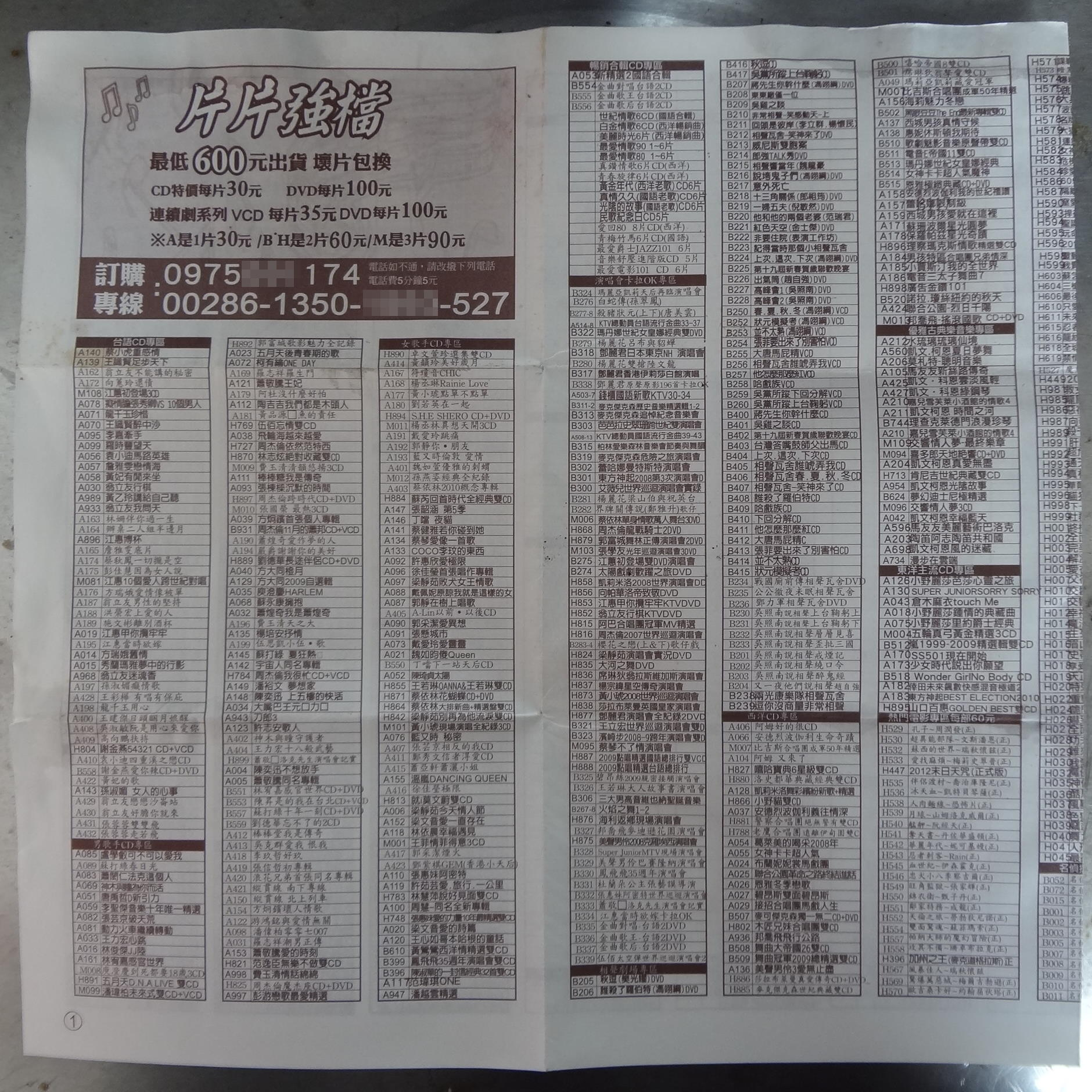
臺灣盜版光碟型錄一例

翻版（Copyright infringement），亦即是「盜版」(piracy) ，指在未经版权所有者同意情况下，对其出版物进行复制、再分发的行为，以及以此行为制成的侵权产品。在很多国家和地区，这种行为被定义为侵犯知识产权的违法行为，甚至犯罪行为，会受到所在国的处罚。盗版出版物通常包括盗版书籍、盗版软件和盗版音像制品。盗版出版物完全无视版权，逃避了所在国应缴的版税，通常也不需要进行产品的研发，可以用极低甚至为零的成本来创造利益，所以价格往往比合法的出版物要便宜，故而往往受版权意识不强的人所欢迎。软件盜版同时也是软件业寡头企业不正当竞争、打压竞争对手的手段，伤害了软件行业的公平竞争格局，严重影响中小软件企业的产品竞争力。

## 常見的盜版行為
- 拷貝、影印（甚至進行冒牌、山寨）
  - 未經授權複製（甚至更改包裝後）任意轉散佈或轉賣
  - 故意破解序號保護或任意提供序號產生器
- 改造（在散播、公開版權物為前提）
  - 未依照著作權規定而移除或改寫著作權之訊息
  - 未依照著作權規定而移除或改寫內含廣告訊息
  - 未依照著作權規定而修改功能
- 外國商品，而兩國政府未簽訂著作權協議
  - 美國在1891年通過《國際版權法》之前，境外作品不受版權保護。由此美國出版社普遍盜版英國文學作品，大量廉價盜版充斥美國市場，讓本地作家生存十分困難。馬克·吐溫曾抗議「這個國家正在被上等英國文學作品的洪流淹沒，但其價格，相比之下連一包厠紙都要算是“豪華版”了。」[1]
  - 1992年立法院修訂《著作權法》以前，台灣出版業者在未獲得授權的情況下，「擅自」翻譯出版的日本漫畫，被日本的出版社與漫畫家稱之為「海賊版」。[2]
  - 在香港，沒有正式授權下所製造的產品，俗稱老翻或開心版。
- 公共播放：在非授權範圍的場所，公開供人使用或瀏覽

## 罕见的盗版行为
- 为了社会进步的国家盗版行为：1890年之前，外国的作品在美国境内不经过原版权所有人许可的盗版发行，是法律容许甚至鼓励的行为，当时的美国管理机构认为带有垄断性质的专利制度不利先进文化的传播和发展，而当时的美国社会正处于发展中，是一个标准的发展中国家，而广泛流传知识，快速的提高民众的文化科技素质，是重中之重，故此优先考虑了国家的发展，制定了带有国家许可盗版性质的法律。[來源請求]
- 有法理基础的类似盗版的行为：在WTO的框架内，根据2001年11月WTO第4次部长级会议上，发展中国家和发达国家达成的《TRIPS协定与公共健康宣言》，每一个WTO成员政府在紧急情况下，为保护公共健康，都可以对知识产权保护期内的药品行使强制许可权。而事实上不少AIDS高发国家已经展开了基于这样的强制许可权措施的仿制行为。[來源請求]